# 直隷省 (中華民国)
直隷省（ちょくれいしょう）は、中華民国建国初期に存在した省。現在の河北省の一部に相当する。

## 地理
直隷省の管轄区域は2度にわたる大きな改革を経ている。1914年（民国3年）1月の北部14県が熱河特別区域及び察哈爾特別区域に移管され、同年5月に順天府地域が京兆地方として分離されたことで行政範囲が確定した。

## 歴史
辛亥革命により中華民国が成立したが、直隷省は清朝の実効支配下におかれていた。1912年（民国元年）3月、北京政府が成立に伴い直隷省も中華民国政府の行政権が及ぶようになり、清代の地方長官官職名であった直隷総督は直隷都督に改称された。1913年（民国2年）の『劃一現行各省地方行政官庁組織令』により民政長が新設され、民政部門を分離した行政機構が成立、1914年（民国3年）5月には民政長は巡按使と改称され、その下部に政務、財務、建設等の庁が設置された。1916年（民国5年）に巡按使は省長と改称、1928年（民国17年）6月に河北省に改編され直隷省は消滅した。

### 省会
当初は保定県に設置されたが、1914年（民国3年）に天津県に移転している。

## 行政区画

### 道制
1912年（民国元年）に直隷省内でには天津道、大広順道（12月廃止）、通永道（12月廃止）、熱河道（12月廃止）、口北道の5道が設置され、その下部に115の庁、州、県を管轄した。1913年（民国2年）2月、省内に保道、易道、定道、深道に改編、後に渤海道、范陽道、冀南道、口北道と、さらに翌年には津海道、保定道、大名道、口北道と改称されている。
1913年（民国2年）5月には熱河道の一部に朝陽道、及び赤峰道を設置する計画があったが、この計画は実施されていない。1928年（民国17年）、南京国民政府が成立すると道制は廃止された。
- 津海道
- 保定道
- 大名道
- 口北道

### 県
河北省に改編される直前の県は下記の通り。（50音順）
| - 安国県 - 安粛県 - 安平県 - 易県 - 威県 - 蔚県 - 永年県 - 延慶県 - 塩山県 - 懐安県 - 懐来県 - 河間県 - 獲鹿県 - 完県 - 邯鄲県 - 冀県 - 巨鹿県 - 曲周県 - 玉田県 - 曲陽県 - 景県 - 慶雲県 - 邢台県 | - 鶏沢県 - 献県 - 元氏県 - 交河県 - 藁城県 - 衡水県 - 広宗県 - 広平県 - 高邑県 - 高陽県 - 呉橋県 - 故城県 - 沙河県 - 賛皇県 - 磁県 - 粛寧県 - 遵化県 - 饒陽県 - 昌黎県 - 深県 - 晋県 - 新河県 - 新城県 | - 深沢県 - 新鎮県 - 新楽県 - 青県 - 成安県 - 清苑県 - 清河県 - 静海県 - 井陘県 - 正定県 - 清豊県 - 赤城県 - 遷安県 - 宣化県 - 滄県 - 棗強県 - 束鹿県 - 大城県 - 大名県 - 涿鹿県 - 趙県 - 長垣県 - 定県 | - 定興県 - 天津県 - 唐県 - 東光県 - 唐山県 - 東明県 - 内丘県 - 南宮県 - 南皮県 - 南楽県 - 南和県 - 任県 - 任丘県 - 寧河県 - 寧晋県 - 寧津県 - 柏郷県 - 博野県 - 万全県 - 肥郷県 - 武強県 - 阜城県 - 撫寧県 | - 阜平県 - 武邑県 - 文安県 - 平郷県 - 平山県 - 豊潤県 - 望都県 - 濮陽県 - 満城県 - 無極県 - 雄県 - 陽原県 - 容城県 - 淶水県 - 灤県 - 楽亭県 - 竜関県 - 隆平県 - 臨城県 - 臨楡県 - 蠡県 - 霊寿県 - 盧竜県 |